# ラブ・フィールド
『ラブ・フィールド』（原題: Love Field）は、1992年のアメリカ合衆国の映画。ケネディ大統領暗殺事件を背景にした白人女性と黒人男性のラブストーリー。日本では劇場未公開、ビデオスルーの作品だった。
主人公ルリーンのキャラクターは、脚本のドン・ルースの母親がモデルである。

## あらすじ
ケネディ大統領夫妻の熱烈な支持者であるルリーンは、暗殺の現場に出くわしてショックを受け、夫が止めるのもふりきって大統領の葬儀に参列するために旅立つ。彼女は、バスで黒人男性とその娘らしき女の子と知り合い、余計な世話を焼く。

## スタッフ
- 監督：ジョナサン・カプラン
- 脚本：ドン・ルース
- 音楽：ジェリー・ゴールドスミス

## キャスト
- ミシェル・ファイファー：ルリーン
- デニス・ヘイスバート：ポール・カーター
- ベス・グラント：ハゼル

## エピソード
- ミシェル・ファイファーのプラチナ・ブロンドには賛否両論あったが、ファイファーは本作でベルリン国際映画祭・女優賞を受賞。アカデミー主演女優賞にもノミネートされた。
- ヘイスバートの演じた役には、デンゼル・ワシントンも想定されていた。

## その他
- 1990年代末ごろ、毎年のようにテレビ東京で深夜に放映された。